# 영국 문화원
영국 문화원(英國文化院, 영어: British Council 브리티시 카운실[*])은 1934년에 설립된 영국의 비영리 단체로, 영국 정부에 의해 설립된 공적인 국제 문화 교류 기관이며 각국의 영어 보급과 영국과 외국 간 교육 · 문화 교류를 목적으로 하고 있다. 런던에 본부가 있고 세계 100여 개국에 사무소를 두고 활동을 하고 있다.

## 같이 보기
- 공공외교
- 독일 문화원